# Domenico Canevaro
Il Serenissimo Domenico Canevaro (Genova, 5 agosto 1683 – Genova, 15 febbraio 1745) fu il 156º doge della Repubblica di Genova e re di Corsica.

## Biografia
Figlio di Nicolò Canevaro, nacque a Genova il 5 agosto 1683; l'atto di battesimo è registrato presso la basilica di San Siro. Fu ascritto al Libro d'oro della nobiltà genovese il 4 aprile 1698.
Diversamente da altri e giovani esponenti nobiliari, i primi impieghi pubblici di Domenico Canevaro al servizio della Repubblica di Genova compaiono a partire dal 1727, a circa 44 anni d'età. Fu eletto tra i Trenta a cui era affidata la nomina del Maggior e Minor Consiglio della Repubblica, mansione pubblica che ancora ricoprirà nel 1729 e nel 1742. Altri incarichi furono come sindacatore della Ruota Criminale (1728), Inquisitore di Stato (1733), magistrato dell'Abbondanza (1735) e protettore del Banco di San Giorgio (1741). Nel 1730 venne estratto senatore della Repubblica e nel 1739 ricoprì la carica di governatore.
Fu nominato con una considerevole maggioranza di voti doge di Genova nell'elezione del 20 febbraio 1742: la centoundicesima in successione biennale e la centocinquantaseiesima nella storia repubblicana. In qualità di doge fu investito anche della correlata carica biennale di re di Corsica. Alla sua incoronazione nella cattedrale di San Lorenzo - il 7 luglio 1742 - la cerimonia fu officiata da monsignor Agostino Saluzzo, vescovo della diocesi di Mariana.
Anche il dogato di Domenico Canevaro fu interessato dagli avvenimenti tumultuosi che giungevano dall'isola-colonia di Corsica contro Genova, ora fomentati dai Francesi che solamente qualche anno prima erano giunti sull'isola, su espressiva richiesta del senato genovese, con diverse guarnigioni per sedare le rivolte di popolo. Per contrastare, inoltre, nuove rappresaglie di corsari turchi lungo la costa ligure fu istituita la Compagnia di Nostra Signora del Soccorso.
Un altro episodio di politica interna portò, nel corso del 1743, nuovi cambiamenti ai confini e domini genovesi: il trattato di Worms tra l'Austria di Maria Teresa e il Regno di Sardegna di Carlo Emanuele III - e sotto la supervisione della Gran Bretagna - di fatto provocò la cessione del Marchesato di Finale allo stato sabaudo, nonostante le proteste e rimostranze della Repubblica di Genova che non pochi anni prima, e con un'importante e lunga opera diplomatica da parte dei propri ambasciatori, era riuscita a ristabilire alla corte di Vienna la proprietà definitiva del porto finalese. Un racconto popolare asserisce che nei giorni della firma del trattato austro-sardo un sacerdote della cattedrale genovese vide per tre volte muoversi e scuotersi il tabernacolo dell'altare maggiore: un evento prodigioso che il popolo genovese interpretò quale preavviso di una futura guerra tra le due potenze europee.
Particolare stupore fu ancora l'episodio che vide protagonista il doge Canevaro per i festeggiamenti voluti dai padri barnabiti nella chiesa di San Paolo in Campetto in occasione della beatificazione di Alessandro Sauli; giunto nell'edificio non esitò a gettarsi in ginocchio sotto gli occhi della folla. Tra le personalità dell'epoca che incontrarono Domenico Canevaro durante il dogato vi fu il cardinale Pierre Guérin de Tencin, neo ministro dello stato francese dopo il decesso del predecessore cardinale André-Hercule de Fleury, durante la sosta genovese nel viaggio che da Roma lo avrebbe portato a Parigi.
Terminato il biennio il 20 febbraio 1744 l'ex doge si ritirò a vita privata. Neoeletto deputato alle cose marittime, morì a Genova il 15 febbraio 1745 trovando sepoltura nella tomba di famiglia della chiesa di Santa Maria di Castello.

## Vita privata
Dal matrimonio con Maddalena De Franchi ebbe tre figli (Nicolò Maria, Francesco Maria e Pier Maria, iscritti alla nobiltà nel 1730) e tre figlie; tra queste, Maria sposò il nobile Stefano Ferretti con una sontuosa cerimonia a cui partecipò il neoeletto doge. Dei figli solo Nicolò Maria continuò la stirpe della famiglia in quanto Francesco Maria divenne cavaliere gerosolimitano, mentre Pier Maria fu uno degli eroi della resistenza genovese nella guerra di successione austriaca perendo il 1º maggio 1747 presso il passo della Scoffera.